# Julian Turski
Julian Turski herbu Rogala – stolnik sieradzki w latach 1764-1770, podczaszy sieradzki w latach 1758-1764.
Poseł na sejm nadzwyczajny 1761 roku z województwa sieradzkiego. 29 kwietnia 1761 roku zerwał sejm nadzwyczajny.